# Joey Grit Winkler
Joey Grit Winkler (eigentlich Grit Winkler; * 4. Juni 1975 in Oschatz) ist eine deutsche Moderatorin, Journalistin und Trainerin.

## Leben
Nach dem Abitur studierte Winkler von 1994 bis 1998 Finanzwirtschaft an der Fachhochschule für Finanzen des Landes Brandenburg und wurde als Dipl.-Finanzwirtin Betriebsprüferin im Finanzamt. Kurz danach wurde sie Animateurin auf den Ferieninseln Lanzarote und Fuerteventura. 1999 ging sie als Au-pair in den US-Bundesstaat New York. Ab 2000 sammelte sie als freie Redakteurin und Moderatorin erste Erfahrungen bei den Radiosendern Antenne Brandenburg, Radio Köln und RPR1. Zusätzlich war sie Fitnesstrainerin und Step-Aerobic-Lehrerin.
2001 wechselte Winkler zum Fernsehen und wurde Redakteurin bei CNN Deutschland. Von 2001 bis 2005 arbeitete sie für NBC Europe als Moderatorin und Redakteurin für die interaktive Live-Sendung GIGA green. Neben ihrer Fernsehtätigkeit studierte sie Journalismus im Fernstudium (2001–2004). Seit 2005 moderiert sie Galas, Preisverleihungen und andere Veranstaltungen. Von 2005 bis 2014 war Winkler Moderatorin bei RTL II in der Welt-der-Wunder-Wissenssendung Schau Dich schlau! 2009 war sie Premiere-Moderatorin für das Pay-Per-View-Portal Premiere Direkt und das Unterhaltungsformat Inside Premiere im Wechsel mit Jessica Kastrop sowie teilweise für den 45-minütigen Talk Showpalast. 2009 bis 2012 arbeitete sie bei Sky Deutschland für das Pay-Per-View-Angebot Sky Select und war Studio-Moderatorin, Host und On-Location-Reporterin des Sky Magazins. Seit 2015 ist Winkler als Coach und Trainerin tätig. Sie gibt Präsentations-, Kamera- und Bühnentrainings. Seit 2019 moderiert Winkler wieder bei Welt der Wunder TV die Sendungen Green Life, Ladylike und Kids. Seit 2020 ist Winkler zudem eine von vier Moderatoren der einstündigen Live-Sendung TV Bayern Live auf RTL Bayern.